# سفرای ایالات متحده آمریکا

پرچم سفرای آمریکا

این فهرستی است از سفرای ایالات متحده آمریکا به کشورهای جهان، سازمان‌های بین‌المللی و نیز سفیر سیار.
سفیران از سوی رئیس‌جمهور ایالات متحده آمریکا نامزد و با رأی اعتماد مجلس سنای ایالات متحده آمریکا تأیید می‌شوند.
از آنجا که سفرا در حوزهٔ وزارت امور خارجه ایالات متحده آمریکا قرار می‌گیرند، آنان مستقیماً به وزیر امور خارجه ایالات متحده آمریکا پاسخگو هستند.

## سفرای فعلی آمریکا
| کشور میزبان | فهرست | سفیر        | پیش زمینه | وبسایت   | تاریخ تأیید |
| ----------- | ----- | ----------- | --------- | -------- | ----------- |
| چین         | فهرست | تری برنستد  | PA        | پکن      | ۲۲ مه ۲۰۱۷  |
| نیوزیلند    | فهرست | اسکات براون | PA        | ولینگتون | ۸ ژوئن ۲۰۱۷ |

## سفرای سابق منتخب
سفرای شناخته شده پیشین آمریکا:
| سفیر               | کشور یا سازمان میزبان                                    |
| ------------------ | -------------------------------------------------------- |
| جان آدامز          | سفیر ایالات متحده آمریکا در بریتانیا، هلند               |
| جان کوئینسی آدامز  | سفیر ایالات متحده آمریکا در بریتانیا، روسیه، هلند، آلمان |
| مادلین آلبرایت     | سفیر ایالات متحده آمریکا در سازمان ملل متحد              |
| کارول موزلی-برون   | نیوزیلند                                                 |
| جیمز بیوکنن        | روسیه، سفیر ایالات متحده آمریکا در بریتانیا              |
| جرج ایچ دابلیو بوش | سفیر ایالات متحده آمریکا در سازمان ملل متحد              |
| فردریک داگلاس      | هاییتی                                                   |
| بنجامین فرانکلین   | فرانسه، سوئد                                             |
| جان کنت گالبرایت   | هند                                                      |
| آورل هریمن         | Soviet Union, سفیر ایالات متحده آمریکا در بریتانیا       |
| پاملا هریمن        | فرانسه                                                   |
| ویلیام هنری هریسون | کلمبیا                                                   |
| ریچارد هولبروک     | آلمان، سفیر ایالات متحده آمریکا در سازمان ملل متحد       |
| جان هانتسمن جونیور | سنگاپور، چین                                             |

| سفیر                   | سازمان یا کشور میزبان                              |
| ---------------------- | -------------------------------------------------- |
| جان جی                 | اسپانیا                                            |
| توماس جفرسون           | فرانسه                                             |
| جوزف کندی سینیر        | سفیر ایالات متحده آمریکا در بریتانیا               |
| رابرت تاد لینکلن       | سفیر ایالات متحده آمریکا در بریتانیا               |
| هنری کابوت لاج، جونیور | سفیر ایالات متحده آمریکا در سازمان ملل متحد، آلمان |
| کلر لوس                | ایتالیا                                            |
| جرج مک‌گاورن            | سازمان ملل-رم                                      |
| والتر ماندیل           | ژاپن                                               |
| جیمز مونرو             | فرانسه، سفیر ایالات متحده آمریکا در بریتانیا       |
| دانیل پاتریک موینیهان  | India, سفیر ایالات متحده آمریکا در سازمان ملل متحد |
| دونالد رامسفلد         | ناتو                                               |
| شرلی تمپل              | چکسلواکی، غنا                                      |
| مارتین ون بیورن        | سفیر ایالات متحده آمریکا در بریتانیا               |
| پال ولفوویتز           | اندونزی                                            |